# 알렉상드르 리보

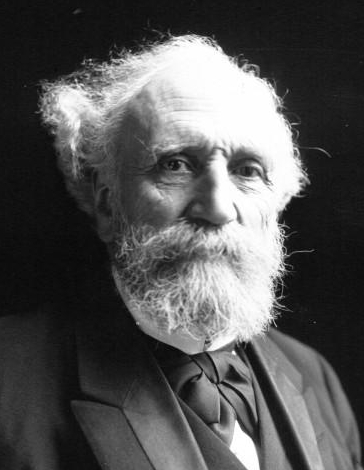

알렉상드르 펠릭스 조제프 리보(Alexandre-Félix-Joseph Ribot, 1842년 2월 7일 ~ 1923년 1월 13일)는 프랑스의 정치인이다. 1892년부터 1893년까지 프랑스의 총리를 지냈고 1895년, 1914년, 1917년에도 각각 프랑스의 총리를 지내어 모두 4번의 프랑스 총리직을 역임하였다.

## 생애
1842년 2월 7일 파드칼레주 생토메르에서 태어났다. 대학에서 법학을 공부한 후 법무부에서 범죄 수사 업무를 맡았다. 1878년 치러진 총선에서 파드칼레 지역구에 출마해 하원의원으로 당선됐다. 1885년 총선에서는 낙선했지만 1887년 총선에서 다시 당선되어 1909년까지 하원의원을 지냈다.
1890년 외무장관으로 지명된 후 러시아와의 관계 개선을 시도했다. 그 결과 1894년 프랑스와 러시아는 동맹 관계를 맺게 된다. 외무장관으로 재직하던 1892년에는 총리직까지 맡게 됐다. 그러나 파나마 스캔들이 불거지자 1893년 총리직에서 물러났다. 1895년에는 총리와 재무장관직에 동시에 올랐다. 이 시기에는 마다가스카르에 보호령을 세우기 위한 원정을 후원했지만 또다시 자금 스캔들이 불거지자 직책에서 물러났다.
1906년에는 아카데미 프랑세즈 회원으로 위촉됐고, 1909년에는 파드칼레를 지역구로 하는 상원의원으로 당선됐다. 1914년에 짧은 기간 동안 총리직을 다시 역임한 후 법무장관에 지명됐으며, 이후 제1차 세계 대전이 발발하자 재무장관에 지명됐다. 1917년에 다시 총리·외무장관에 동시에 올랐는데, 이 시기 동안 필리프 페탱을 육군 총사령관으로 임명했다. 1923년 1월 13일 파리에서 사망했다.